# 인공효소
인공효소(Artificial enzyme)는 효소의 하나 이상의 기능을 재현하는 합성 유기 분자 또는 이온이다. 자연적으로 발생하는 효소에서 관찰되는 속도와 선택성으로 촉매작용을 전달한다.

## 역사
화학 반응의 효소 촉매 작용은 높은 선택성과 속도로 발생한다. 기질은 활성 부위라고 하는 효소의 거대분자의 작은 부분에서 활성화된다. 거기에서 효소의 작용기에 가까운 기질의 결합은 소위 근접 효과에 의해 촉매 작용을 일으킨다. 기질 결합과 촉매 기능 그룹을 결합하여 소분자로부터 유사한 촉매를 생성하는 것이 가능하다. 전통적으로 인공 효소는 시클로덱스트린, 크라운 에테르 및 칼릭사렌과 같은 수용체를 사용하여 기질에 결합한다.
아미노산이나 펩타이드를 기반으로 한 인공효소는 인공효소나 효소모방체의 영역을 넓혀왔다. 예를 들어, 스캐폴딩된 히스티딘 잔기는 헤모시아닌, 티로시나제 및 카테콜 산화효소와 같은 특정 금속 단백질 및 효소를 모방한다.
인공 효소는 Rosetta를 사용한 전산 전략을 통해 처음부터 설계되었다. 2014년 12월 간행물은 자연에서 발생하지 않는 분자로 만들어진 활성 효소를 보고했다. 2016년에는 "인공 효소: 차세대 물결"(Artificial Enzymes: The Next Wave)이라는 제목의 서적이 출판되었다.

## 같이 보기
- 생체모방
- 탄소 나노튜브
- 촉매 반응
- 밀도범함수 이론
- 효소
- 풀러렌
- 그래핀
- 금속 유기 골격체
- 생명의 기원
- 초분자화학
- 제올라이트